# FC Granada 74
Der FC Granada 74 war ein spanischer Fußballverein aus der Stadt Granada. Der Club entstand aus einer Fusion von zwei Vereinen, dem CP Granada 74, einem Amateurclub aus Granada und Ciudad de Murcia, welches umbenannt und nach Granada übersiedelt wurde. Er spielte fünf Spielzeiten in der Segunda División.

## Geschichte
Im Juni 2007 wurde bekannt gegeben, dass ein Madrider Investor mit Sitz in Granada namens Carlos Marsá den Zweitligisten Ciudad de Murcia übernahm, ihn umbenannte und in Granada als FC Granada 74 neu gründete. Dieser Fall ist mit dem des englischen Vereins FC Wimbledon vergleichbar, der in Milton Keynes Dons umgeändert wurde. Alle Spieler, die bei Ciudad unter Vertrag standen bekamen die Möglichkeit dem neuen Club beizutreten oder den Verein ablösefrei zu wechseln. Am Ende blieben nur acht Spieler übrig, die sich dazu entschlossen dem neuen Club beizutreten und so musste eine fast komplett neue Mannschaft zusammengestellt werden.
Im Gegensatz zur ersten Mannschaft löste sich das B-Team vom neuen Investor und wurde als erste Mannschaft in der Tercera División als CA Ciudad de Lorqui neu gegründet.
Da Carlos Marsá als Präsident von CP Granada 74 fungierte, ging man zunächst davon aus, als wolle man sich einen Aufstieg erkaufen, da der eigene Verein im letzten Jahr lediglich in der Tercera División spielte. CP Granada 74 verschwand jedoch nicht, sondern wurde als Reserve-Mannschaft des neuen FC Granada 74 in den neuen Club eingegliedert. Auch mit diversen Jugendmannschaften und in anderen Sportarten gab es eine Zusammenarbeit von CP Granada 74 mit dem neuen FC Granada 74. 
Anfangs stellten sich sowohl FIFA als auch UEFA sowie der spanische Fußballverband RFEF gegen die Umbenennung des Clubs. Die spanische Fußballliga LFP und der spanische Schiedsrichterverband hingegen unterstützten den Entschluss des Vereins. Schließlich gewann die LFP vor dem internationalen Sportgerichtshof den Rechtsstreit. Der FC Granada 74 bestritt sein erstes offizielles Spiel am 25. August 2007 auswärts beim FC Cádiz. Den ersten Sieg erreichte die neue Mannschaft in der Copa del Rey am 5. September 2007 gegen Sporting Gijón. Obwohl man einen Großteil der Saison im gesicherten Tabellenmittelfeld verbrachte, musste der Verein schon nach einem Jahr wieder aus der zweiten Liga absteigen, in der nächsten Saison folgte der Abstieg in die Tercera División. In Folge finanzieller Probleme löste sich der Verein im Sommer 2009 auf.

## Stadion
Der FC Granada 74 spielte im Estadio Escribano Castilla in Motril, welches eine Kapazität von 4.400 Zuschauern hat. Das Stadion wurde im Jahre 1997 eingeweiht. Ursprünglich beantragte der neu gegründete Club seine Spiele im Estadio Nuevo Los Cármenes auszutragen, da dieses jedoch schon von zwei weiteren Mannschaften, Granada CF und dessen Reservemannschaft Granada Atlético benutzt wird, lehnten die Behörden das Anliegen der Vereinsführung ab.

## Trikot
- Heimtrikot: Rot-Weißes Trikot, Weiße Hose, Weiße Stutzen

## Spielzeiten

### Ciudad de Murcia
- 2003/04: Segunda División – 18. Platz
- 2004/05: Segunda División – 18. Platz
- 2005/06: Segunda División – 4. Platz
- 2006/07: Segunda División – 4. Platz

### Granada 74
- 2007/08: Segunda División – 21. Platz
- 2008/09: Segunda División B – 18. Platz

## Clubdaten

### Ciudad de Murcia
- Spielzeiten Liga 1: 0
- Spielzeiten Liga 2: 4
- Spielzeiten Liga 2B: 2
- Spielzeiten Liga 3: 1
- Beste Position: 4. Platz (2A: 2005/06)
- Schlechteste Position: 18. Platz (2A: 2004/05)

### FC Granada 74
- Spielzeiten Liga 1: 0
- Spielzeiten Liga 2: 1
- Spielzeiten Liga 2B: 1
- Spielzeiten Liga 3: 1

## Erfolge
Als Ciudad de Murcia:
- Aufstieg in Segunda División: 2002/03
- Aufstieg in Segunda División B: 2000/01